# Petrovo-Krasnosillja
Petrovo-Krasnosillja (in ucraino Петро́во-Красносілля?; in russo Петро́во-Красноселье?, Petrovo-Krasnosel'e) è un centro abitato dell'Ucraina, situato nell'oblast' di Luhans'k. Dal 2014 fa è sotto il controllo della Repubblica Popolare di Lugansk. La denominazione attuale è stata decisa nel 2016 dalle autorità ucraine ma non è riconosciuta dalle autorità della Repubblica Popolare, per le quali la città conserva il nome di Petrovs'ke (in ucraino Петровське?; in russo Петровское?, Petrovskoe).